# هخ‌زاورلاند
هخ‌زاورلاند (به آلمانی: Hochsauerlandkreis) یک district of North Rhine-Westphalia در آلمان است که در آرنسبرگ واقع شده‌است.

## خصوصیات
هخ‌زاورلاند ۲۷۰٬۷۶۴ نفر جمعیت دارد.